# Afyonkarahisar
Afyonkarahisar es un distrito y una ciudad situada en la parte oeste de Turquía, capital de la provincia de Afyonkarahisar. Afyon se encuentra en una zona montañosa de la costa del Egeo, a 250 km al suroeste de Ankara, junto al río Akar. Cuenta con una población de 355.073 (según el censo del año 2007).

## Etimología
El nombre es turco y significa "opio del castillo negro", ya que se cultivaba opio en la zona y a que existe un castillo sobre una roca de color oscuro. También se conoce como Afyon. Antiguamente, se escribía también Karahisar-i Sahip Afium-Kara-hissar y Afyon Karahisar. La ciudad se llamó Afyon (opio) hasta que, en el año 2004, el Parlamento turco cambió el nombre por el de Afyonkarahisar.

## Historia

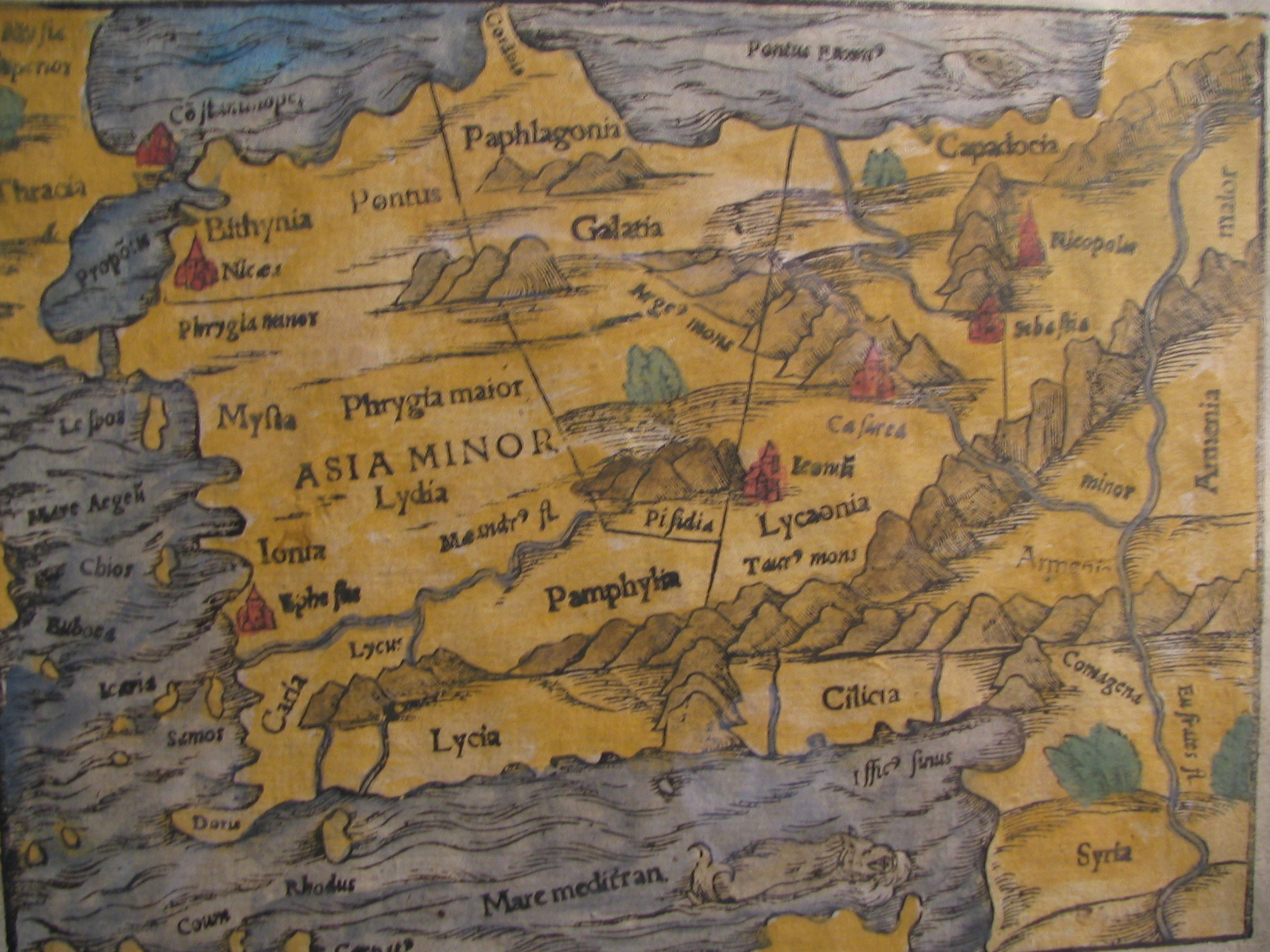
Mapa del en el que aparece Nicópolis.

La cima de la roca de Afyonkarahisar estuvo fortificada durante mucho tiempo. Los hititas la conocían como Hapanuwa; posteriormente, la ocuparon los frigios, los lidios y los persas, hasta que Alejandro Magno la conquistó. Tras la muerte de Alejandro, la ciudad (conocida entonces como Akroinon) pasó a manos de los seleúcidas y los reyes de Pérgamo, perteneciendo posteriormente a Roma y a Bizancio. El emperador bizantino León III, tras vencer en la batalla de Akroinon a los árabes en el año 740, llamó a la ciudad Nicópolis (en griego, "ciudad victoriosa"). Los selyúcidas llegaron en 1071 y cambiaron el nombre de la ciudad por Kara Hissar (en turco, "castillo negro"), en referencia a la fortaleza situada sobre una roca volcánica a 201 metros por encima de la ciudad. Tras la descomposición de los selyúcidas, la ciudad fue ocupada por los Sâhipataoğulları y los Germiyanoğulları. 
Durante las Cruzadas, el castillo fue objeto de numerosas batallas, hasta que finalmente lo conquistó el sultán otomano Beyazid I en 1392. En 1402, Tamerlán lo ocupó hasta su reconquista definitiva en 1428 o 1429. 
La zona prosperó bajo el Imperio otomano, ya que constituía el centro de producción de opio. Afyonkarahisar se convirtió en una ciudad rica, con la mezcla urbana típica del Imperio de judíos, armenios, griegos y turcos. Esta situación vio su fin con la guerra Guerra Greco-Turca (1919-1922) (parte de la Guerra de Independencia Turca), cuando Afyonkarahisar y los montes circundantes fueron ocupados por tropas francesas, italianas y griegas. Sin embargo, se recuperó el 27 de agosto de 1922, momento clave en el gran contraataque turco en la región de la costa del Egeo. En 1923, Afyonkarahisar pasó a formar parte de la República de Turquía. 

## Clima
| Parámetros climáticos promedio de Afyonkarahisar (1950 - 2014) | Parámetros climáticos promedio de Afyonkarahisar (1950 - 2014) | Parámetros climáticos promedio de Afyonkarahisar (1950 - 2014) | Parámetros climáticos promedio de Afyonkarahisar (1950 - 2014) | Parámetros climáticos promedio de Afyonkarahisar (1950 - 2014) | Parámetros climáticos promedio de Afyonkarahisar (1950 - 2014) | Parámetros climáticos promedio de Afyonkarahisar (1950 - 2014) | Parámetros climáticos promedio de Afyonkarahisar (1950 - 2014) | Parámetros climáticos promedio de Afyonkarahisar (1950 - 2014) | Parámetros climáticos promedio de Afyonkarahisar (1950 - 2014) | Parámetros climáticos promedio de Afyonkarahisar (1950 - 2014) | Parámetros climáticos promedio de Afyonkarahisar (1950 - 2014) | Parámetros climáticos promedio de Afyonkarahisar (1950 - 2014) | Parámetros climáticos promedio de Afyonkarahisar (1950 - 2014) |
| Mes                                                            | Ene.                                                           | Feb.                                                           | Mar.                                                           | Abr.                                                           | May.                                                           | Jun.                                                           | Jul.                                                           | Ago.                                                           | Sep.                                                           | Oct.                                                           | Nov.                                                           | Dic.                                                           | Anual                                                          |
| -------------------------------------------------------------- | -------------------------------------------------------------- | -------------------------------------------------------------- | -------------------------------------------------------------- | -------------------------------------------------------------- | -------------------------------------------------------------- | -------------------------------------------------------------- | -------------------------------------------------------------- | -------------------------------------------------------------- | -------------------------------------------------------------- | -------------------------------------------------------------- | -------------------------------------------------------------- | -------------------------------------------------------------- | -------------------------------------------------------------- |
| Temp. máx. abs. (°C)                                           | 17.4                                                           | 20.2                                                           | 26.4                                                           | 30.2                                                           | 32.0                                                           | 35.8                                                           | 39.8                                                           | 38.2                                                           | 35.6                                                           | 31.1                                                           | 24.5                                                           | 21.0                                                           | '                                                              |
| Temp. máx. media (°C)                                          | 4.6                                                            | 6.5                                                            | 11.0                                                           | 16.4                                                           | 21.1                                                           | 25.6                                                           | 29.3                                                           | 29.5                                                           | 25.2                                                           | 19.0                                                           | 12.6                                                           | 6.7                                                            | 17.3                                                           |
| Temp. media (°C)                                               | 0.4                                                            | 1.7                                                            | 5.4                                                            | 10.4                                                           | 15.0                                                           | 19.1                                                           | 22.2                                                           | 22.1                                                           | 17.7                                                           | 12.1                                                           | 6.7                                                            | 2.5                                                            | 11.3                                                           |
| Temp. mín. media (°C)                                          | -3.4                                                           | -2.5                                                           | 0.2                                                            | 4.4                                                            | 8.1                                                            | 11.3                                                           | 13.8                                                           | 13.7                                                           | 10.0                                                           | 5.9                                                            | 1.7                                                            | -1.2                                                           | 5.2                                                            |
| Temp. mín. abs. (°C)                                           | -27.0                                                          | -25.3                                                          | -17.0                                                          | -7.6                                                           | -3.1                                                           | 1.0                                                            | 4.0                                                            | 2.4                                                            | -2.9                                                           | -7.2                                                           | -14.9                                                          | -18.0                                                          | '                                                              |
| Precipitación total (mm)                                       | 42.2                                                           | 37.7                                                           | 43.7                                                           | 46.3                                                           | 51.6                                                           | 35.1                                                           | 19.4                                                           | 11.2                                                           | 19.7                                                           | 37.5                                                           | 32.9                                                           | 45.3                                                           | 422.6                                                          |
| Días de precipitaciones (≥ 1 mm)                               | 12.6                                                           | 11.9                                                           | 12.5                                                           | 11.9                                                           | 12.1                                                           | 7.5                                                            | 3.9                                                            | 3.1                                                            | 4.3                                                            | 7.6                                                            | 8.8                                                            | 12.6                                                           | 108.8                                                          |
| Fuente: Servicio Meteorológico del Estado Turco                |                                                                |                                                                |                                                                |                                                                |                                                                |                                                                |                                                                |                                                                |                                                                |                                                                |                                                                |                                                                |                                                                |

## Afyonkarahisar en la actualidad
Afyonkarahisar es el centro de una zona agrícola. Hay pocos bares, cafeterías, locales de música en directo y espacios culturales, y el nivel educativo es bastante bajo para una ciudad del oeste de Turquía. Sin embargo, con la apertura de la Universidad Koncatepe de Afyonkarahisar en la década de 1990, se espera que la situación cambie.
Hoy en día, Afyonkarahisar es conocida por su producción de mármol (en 2005, había 355 canteras de mármol blanco de gran calidad en la provincia), sucuk (salchichas típicas), kaymak y diferentes tipos de tejidos artesanos. Existe además una gran fábrica de cemento. 
Es una de las regiones más grandes de cultivo de amapola del mundo, y a su vez, una de las mayores productoras de morfina acaparando casi el 30% de la producción mundial sumado a otros productos como codeína entre otros.
En Afyonkarahisar se produce la intersección de la carretera de Ankara a Esmirna y la de Estambul a Antalya, por lo que mucha gente suele detenerse en la ciudad. Existen numerosos restaurantes de carretera donde los viajeros disfrutan de la comida local. Algunos de estos lugares son modernos hoteles y spas completamente equipados; el agua de Afyonkarahisar es conocida por sus propiedades curativas. Abundan también los puestos de carretera en los que se vende lokum. La ciudad también cuenta también con una importante estación de ferrocarril entre Esmirna, Konya, Ankara y Estambul.

## Gastronomía
Platos principales:
- sucuk: salchicha de ternera con especias, frita o a la parrilla, constituye una famosa especialidad local.
- etli pide: tipo de pizza de carne de ternera picada.
- ağzı açık o bükme: masa filo rellena de queso o lentejas.
- keşkek: guiso de trigo y garbanzos con carne.

Repostería:
- kaymak con miel, ekmek kadayif o calabaza cocida en sirope.
- lokum.
- helva: sésamo molido dulce.

## Lugares de interés
- La fortaleza que da nombre a la ciudad.
- Ulu Camii (la Gran Mezquita), construida por los selyúcidas en el siglo XIII.
- Puente Altigöz, construido por los selyúcidas en el siglo XIII.
- El Elefante Blanco, símbolo de Hamm, Alemania, ciudad con la que está hermanada.
- El Museo Arqueológico de Afyonkarahisar.

Gracias a la riqueza de su patrimonio arquitectónico, la ciudad forma parte de la Asociación Europea de Ciudades y Regiones Históricas.

## Demografía
| Año       | 1911   | 1990   | 1995    | 2000    |
| Población | 18.000 | 95.643 | 103.000 | 128.516 |

## Ciudades hermanadas
- Hamm, Alemania (2006)

## Residentes famosos
- Ahmet Necdet Sezer, expresidente de la República de Turquía.
- General İlker Başbuğ, oficial militar de alto rango. Comandante del Ejército turco desde el 30 de agosto de 2006.